# Юлія Флавія
Флавія Юлія Тіті (*Flavia Julia Titi, 13 вересня 64 —91) — матрона часів ранньої Римської імперії.

## Життєпис
Походила з роду Флавіїв. Донька імператора Тита та Марції Фурнілли. Її батьки розличилися невдовзі після її народження. Спрочатку Тит мав намів видати заміж Юлію за свого брата Доміціана, проте той відмовився.
У 81 році стала дружиною Тіта Флавія Сабіна, консула 82 року. У 82 році чоловіка Юлії було страчено. Вслід за цим вона стала коханкою Доміціана, на той час вже імператора.
Після того, як у 83 році дружину Доміціана — Доміцію Лонгіну — за перелюб було відправлено у заслання, Юлія стала жити з Доміціана наче дружина. Мала на імператора значний вплив. У 84 році врятувала від страти Луція Юлія Урса та зробила того консулом-суфектом. Того ж року отримала титул Августи.
Після повернення Доміції Лонгіну до Доміціана, зв'язок Юлії Флавії з останнім не припинився. У 91 році Доміціан змусив зробити Юлію аборт, в результаті чого та померла.